# Cabera suprapunctata
Cabera suprapunctata är en fjärilsart som beskrevs av Eugen Wehrli 1925. Cabera suprapunctata ingår i släktet Cabera och familjen mätare. Inga underarter finns listade i Catalogue of Life.

## Bildgalleri

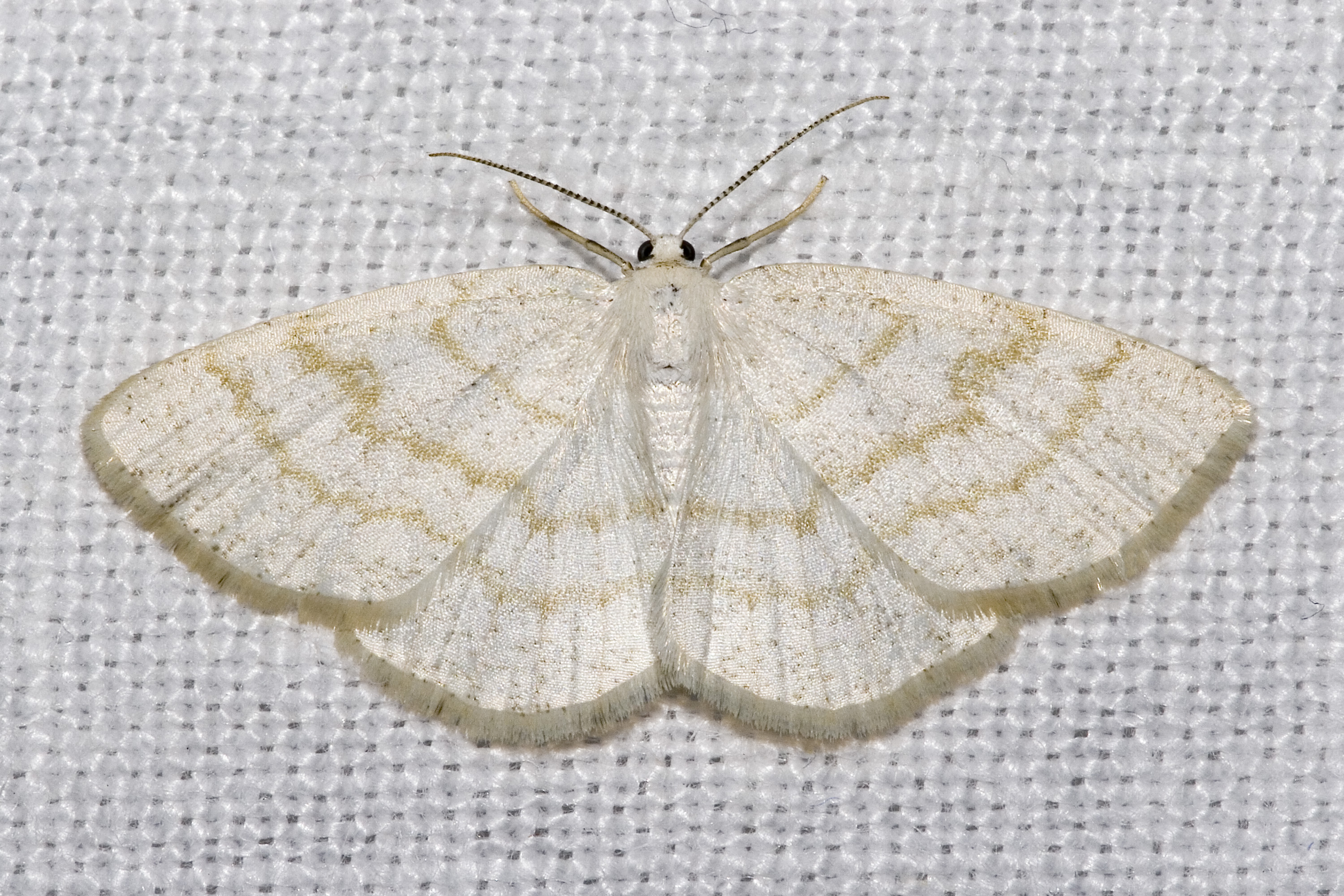
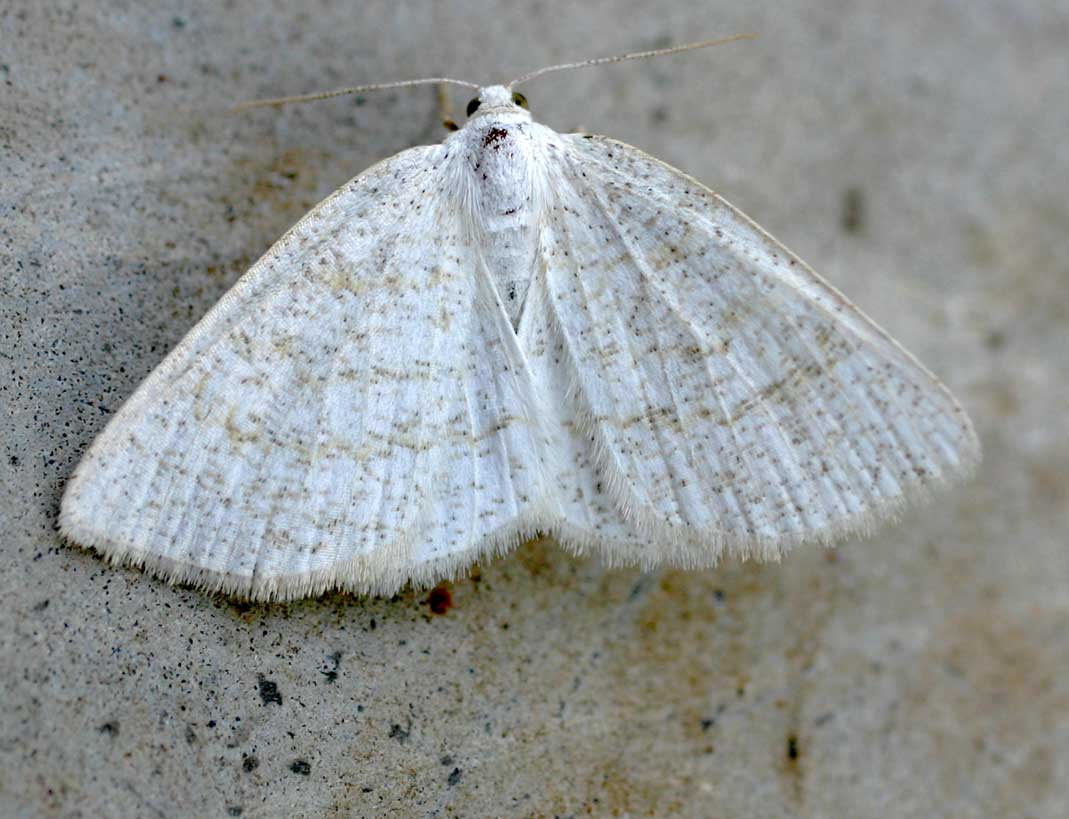
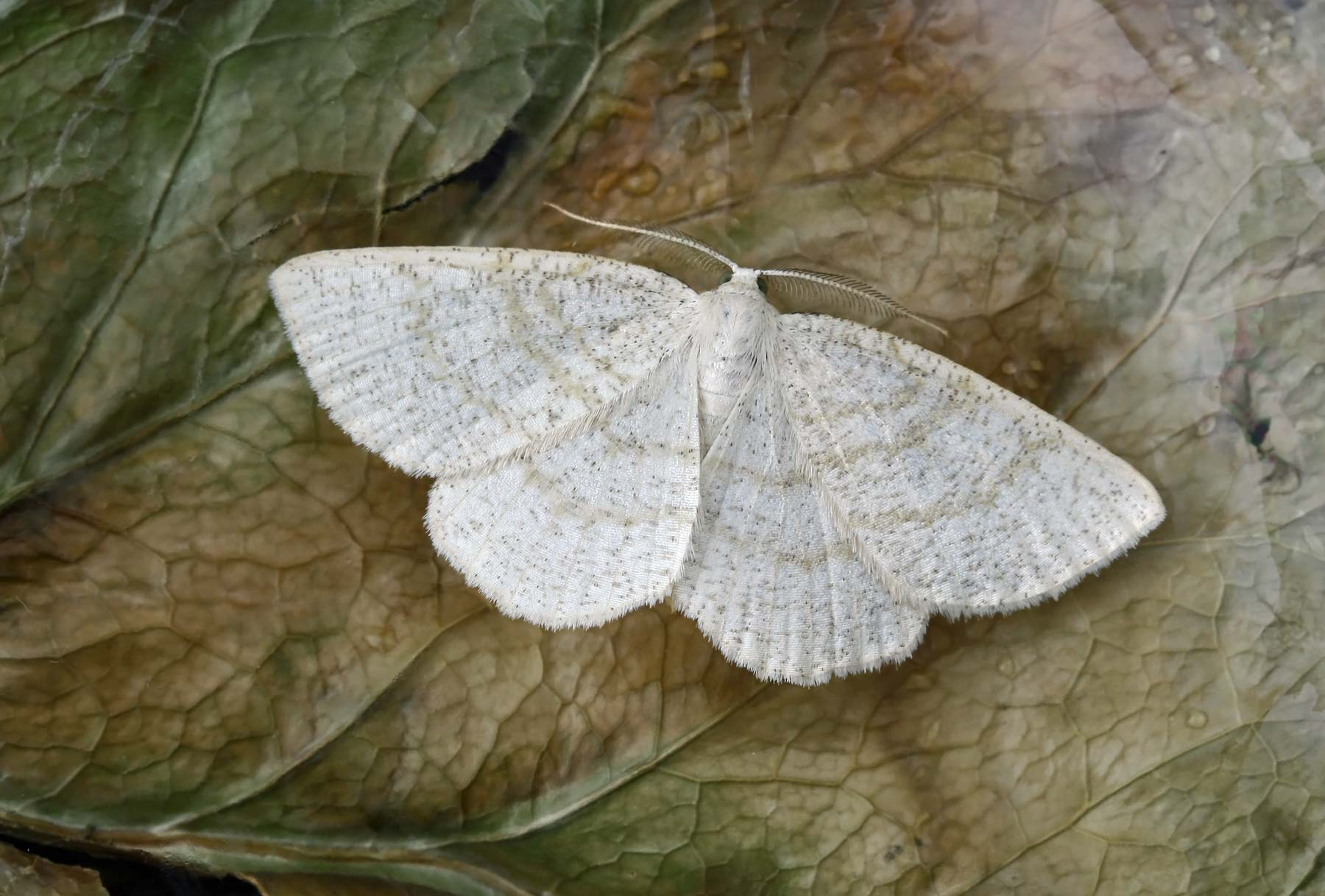
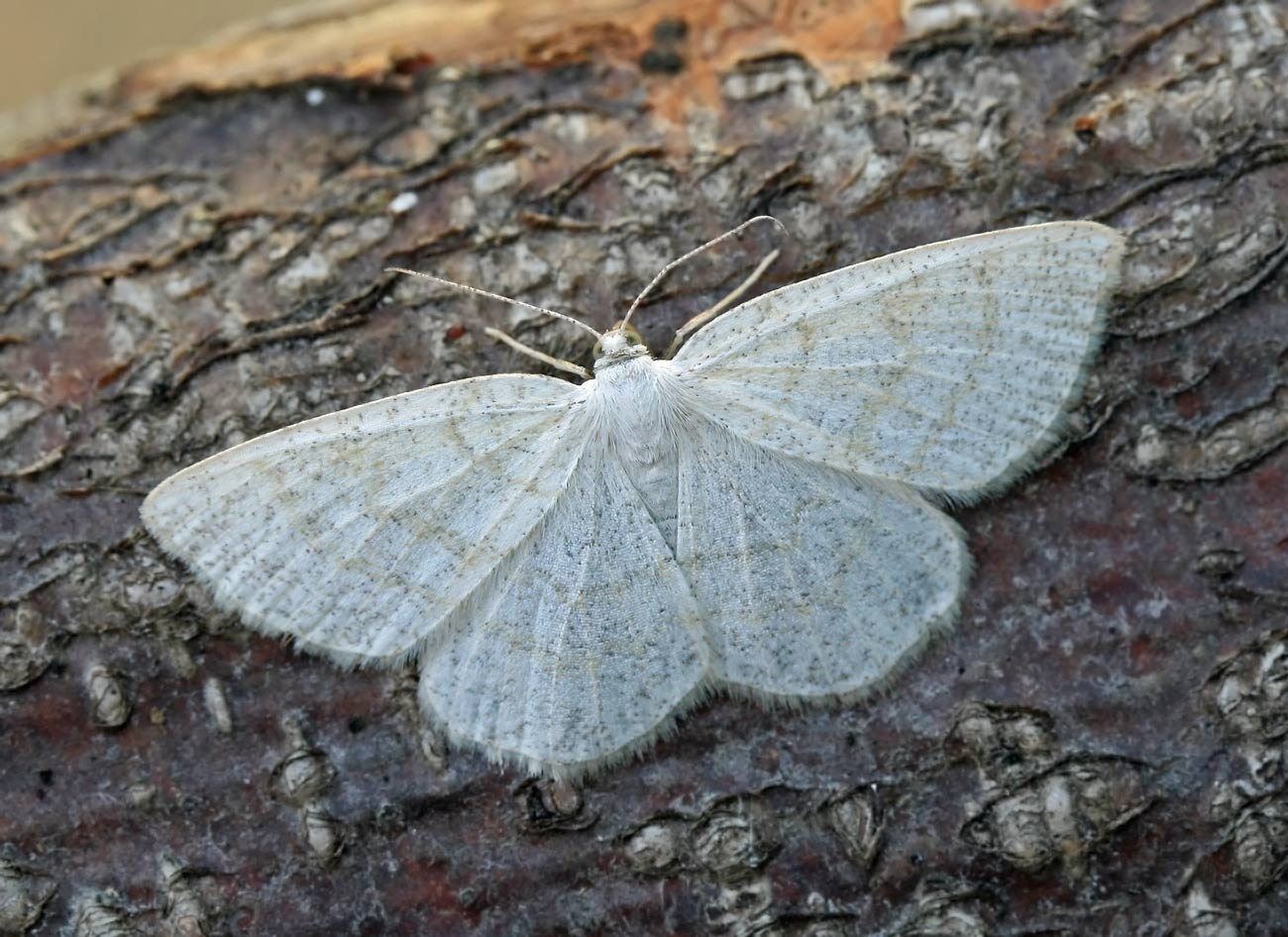